# Godefroi I de Leuven
Godefroi I (supranumit cel Bărbos, cel Curajos sau cel Mare) (n. cca. 1060 – 25 ianuarie 1139) a fost landgraf de Brabant și conte de Bruxelles și de Leuven (Louvain) de la 1095 până la moarte, precum și duce de Lotharingia (ca Godefroi al V-lea sau al VI-lea) între 1106 și 1129. De asemenea, el a fost și margraf de Anvers începând din 1106.

## Biografie
Godefroi a fost fiul contelui Henric al II-lea de Leuven și al unei contese numite Adela. El a succedat fratelui său Henric al III-lea din 1095. El a intrat mai întâi în conflict cu episcopul Otbert de Liège, pentru stăpânirea asupra comitatului de Brunengeruz, asupra căruia amândoi emiteau pretenții. În 1099, împăratul Henric al IV-lea a distribuit comitatul în dispută către episcop, care l-a încredințat contelui Albert al III-lea de Namur. Godefroi a mediat apoi o dispută între Henric al III-lea de Luxemburg și contele Arnold I de Loon, asupra numirii abatelui de Sint-Truiden.
Godefroi s-a aflat în grațiile împăratului și a apărat interesele acestuia în Lorena. În 1102, el s-a opus contelui Robert al II-lea de Flandra, care invadase Cambraisis. După moartea împăratului Henric al IV-lea în 1106, fiul și succesorul acestuia, Henric al V-lea, care se aflse în stare de rebeliune față de tatăl său, a luat hotărârea de a se răzbuna pe susținătorii tatălui său. Ducele Henric de Lotharingia a fost aruncat în închisoare, iar ducatul său confiscat și acordat lui Godefroi. După ce Henric a reușit să evadeze din închisoare, el a încercat să recupereze ducatul și a capturat Aachen, însă în cele din urmă a eșuat în tentativa sa.
În 1114, în timpul rupturii dintre împărat și papa Pascal al II-lea, Godefroi s-a aflat la conducerea revoltei din Germania. În 1118, împăratul și ducele s-au reconciliat. În 1119, contele Balduin al VII-lea de Flandra a murit fără a avea moștenitor, iar Flandra a fost disputat între diferiți pretendenți, dintre care unul, Guillaume de Ypres, se căsătorise cu o nepoată a celei de a doua soții a lui Godefroi. Ca urmare, Godefroi i-a acordat susținerea lui Guillaume, însă nu a reușit să îl impună la conducerea Flandrei, care a revenit lui Carol cel Bun. De asemenea, în același an a murit și episcopul Otbert. Doi candidați au fost aleși simultan pentru a-l înlocui, iar Godefroi s-a aflat din nou în tabăra celui învins.
Ca urmare a căsătoriei fiicei sale, Adeliza cu regele Henric I al Angliei, care era totodată și socrul împăratului, Godefroi și-a sporit prestigiul. Cu toate acestea, Henric al V-lea a murit în 1125, iar Godefroi l-a sprijinit pe Conrad al III-lea, din familia Hohenstaufen și duce de Franconia, împotriva lui Lothar de Supplinburg. În cele din urmă, Lothar a fost cel ales, drept pentru care noul împărat a retras Lotharingia Inferioară de sub stăpânirea lui Godefroi și l-a încredințat lui Waleran al II-lea de Limburg, fiul lui Henric, care fusese deposedat de către Henric al V-lea în 1106. Cu toate acestea, Godefroi a păstrat stăpânirea asupra margrafatului de Anvers și și-a menținut titlul ducal (care va deveni în 1183 Ducatul de Brabant).
După asasinarea lui contelui Carol cel Bun de Flandra din 1127, succesiunea flamandă a constituit din nou obiect de dispută. Guillaume Clito a avut câștig de cauză, însă s-a confruntat curând cu o serie de revolte. Godefroi a intervenit în favoarea lui Theodoric de Alsacia, care a reușit să se impună împotriva lui Clito. Godefroi a continuat să se afle în război cu Liège și cu orașul Namur.
Godefroi și-a petrecut ultimii ani de viață în abația din Affligem. El a murit la o vârstă înaintată și a fost înmormântat în biserica acestei abații.

## Familie și copii
Godefroi s-a căsătorit cu Ida de Namur, nepoată a marchizului Otto al II-lea de Namur cu Adelaida de Namur, cu care a avut mai mulți copii:
- Adeliza (n. 1103 – d. 23 aprilie 1151), căsătorită cu regele Henric I al Angliei, iar apoi cu Guillaume d'Aubigny, earl de Arundel (n. 1109 – d. înainte de 1151).
- Godefroi (n. 1107 – d. 13 June 1142), succesorul desemnat, devenit duce de Lotharingia Inferioară, landgraf de Brabant, conte de Bruxelles și de Leuven; căsătorit cu Lutgardis de Sulzbach, fiica lui Berengar I de Sulzbach.
- Clarissa (d. 1140).
- Henric (d. 1141, Affligem), călugăr.
- Ida (d. 1162), căsătorită cu contele Arnold al II-lea de Cleves (d. 1147).

Ulterior, Godefroi s-a căsătorit cu Clementia de Burgundia, cu care l-a avut ca urmaș pe:
- Josseline de Leuven (d. 1180); căsătorit cu Agnes